# ラケーレ・サンジュリアーノ
ラケーレ・サンジュリアーノ（Rachele Sangiuliano、女性、1981年6月23日 - ）は、イタリアの元女子バレーボール選手。現役時代のポジションはセッター。元イタリア代表。

## 来歴
1981年、イタリアのサン・ドナ・ディ・ピアーヴェ出身。1996年にAGS Volley San Donàに入団し、プロとしてのキャリアをスタートさせる。1999-2000シーズンのイタリアセリエA2で優勝に貢献した。2001年にVolley 2002 Forlìに移籍した。同年、イタリア代表に初選出される。2002年にドイツで開催された世界選手権ではセカンドセッターとして出場し、同国初となる三大大会優勝を果たした。
2011年、フランスリーグのEntente sportive Le Cannet-Rochevilleに移籍し、1シーズンプレーしたのち、2012年に現役引退した。

## 球歴
- 世界選手権 - 2002年
- ワールドカップ - 2003年

## 所属クラブ
- AGS Volley San Donà（2996-2001年）
- Volley 2002 Forlì（2001-2006年）
- Volley Club Padova（2006-2007年）
- Volley Club Milano（2007-2008年）
- Santeramo Sport（2008-2009年）
- Spes Volley Conegliano（2009-2011年）
- Entente sportive Le Cannet-Rocheville（2011-2012年）